# Çanakkale-1915-Brücke
Die Çanakkale-1915-Brücke (türkisch 1915 Çanakkale Köprüsü) ist eine Autobahn-Hängebrücke in der Türkei. Gemessen an ihrer Spannweite von 2023 Metern ist sie die längste Hängebrücke der Welt. Sie überspannt in der Marmararegion die Dardanellen als wichtigster Bauabschnitt der neuen Kınalı-Tekirdağ-Çanakkale-Balıkesir-Autobahn (O-6). Die offizielle Eröffnung fand – fünf Jahre nach dem ersten Spatenstich – am 18. März 2022, das war der 107. Jahrestag der Schlacht von Gallipoli, durch Präsident Erdoğan statt.
Die Brücke ersetzt eine Fährverbindung über die Dardanellen und verbessert die Anbindung der Provinzen Çanakkale und Balıkesir, indem die Kapazität erhöht und die Fahrzeiten zwischen Europa und Asien verkürzt werden. Außerdem bietet die Autobahn eine Alternativroute zwischen Südosteuropa bzw. dem europäischen Teil der Türkei und Kleinasien die nicht durch Istanbul und über den Bosporus führt, an.

## Symbolik
Der Name der Brücke soll an die Schlacht von Gallipoli im Ersten Weltkrieg von 1915 erinnern, die in der Türkei nach der Provinz Çanakkale benannt wird. Die Höhe der Pylonen (318 Meter) erinnert an den 18. März des gleichen Jahres, als ungefähr dort britische und französische Kriegsschiffe versenkt wurden. Die Stützweite von 2023 Metern nimmt auf die geplante Hundertjahrfeier zur Gründung der modernen Türkei im Jahr 1923 Bezug.

## Geschichte

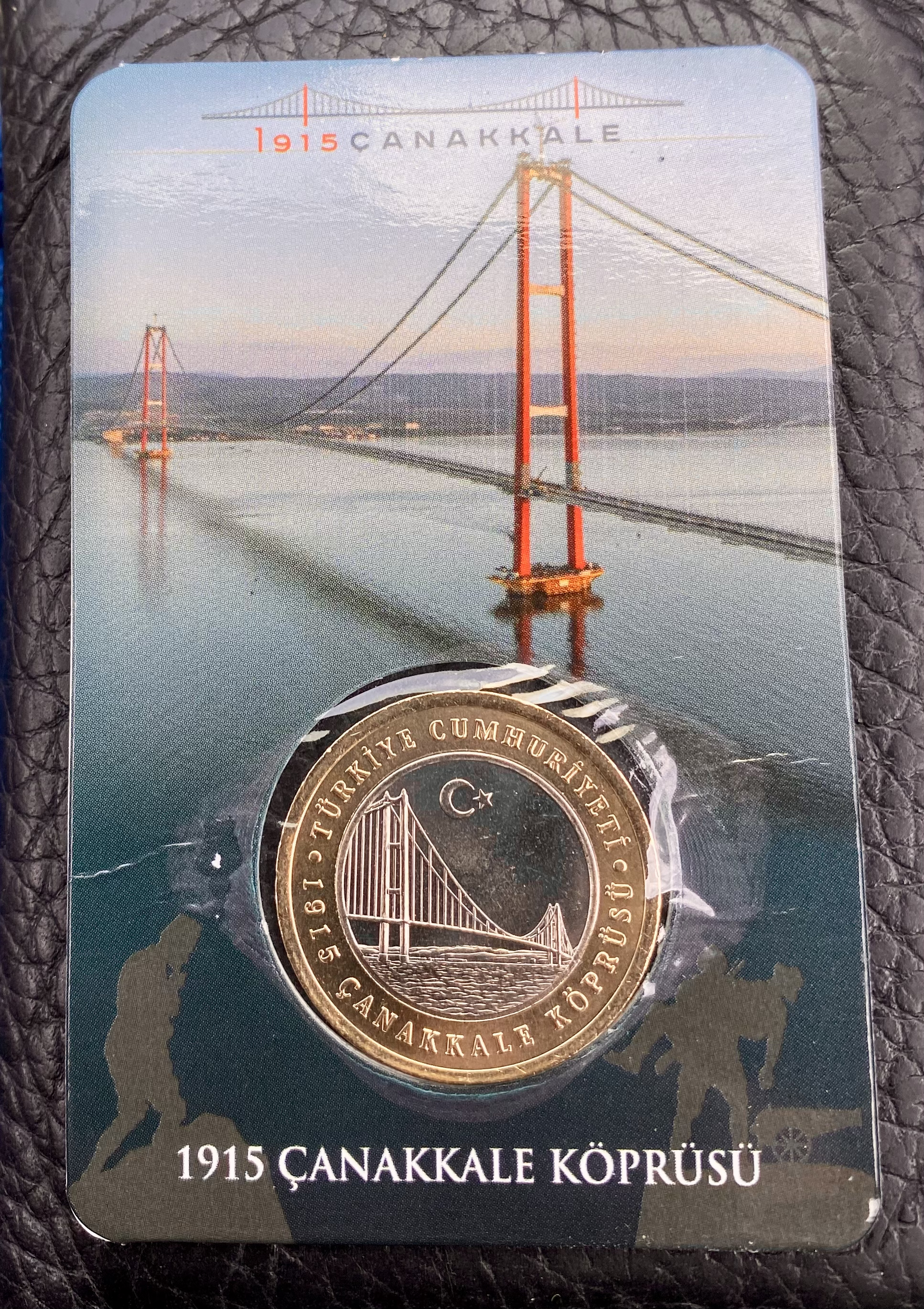
Gedenkmünze der Çanakkale-Brücke

Nach einer Ankündigung im Jahr 2012 stellte der türkische Verkehrsminister das Projekt am 1. September 2014 konkret vor. Die Brücke ist Teil der Autobahn O-6, die den europäischen mit dem asiatischen Teil der Türkei verbindet und den Ballungsraum von Istanbul umgeht.
Der Bau der Brücke wurde gemeinsam mit dem Autobahnabschnitt zwischen Malkara und Lapseki als BOT-Projekt (Build-Operate-Transfer) ausgeschrieben. Die Ausschreibung weckte reges Interesse, unter anderem von dem japanischen Mischkonzern IHI, der sich am Bau der Osman-Gazi-Brücke beteiligt hatte, sowie von chinesischen und südkoreanischen Unternehmen.
Ein Joint-Venture der südkoreanischen Unternehmen Daelim und SK Group sowie der türkischen Firmen Limak Holding und Yapı Merkezi gewann die Ausschreibung am 26. Januar 2017.
Der erste Spatenstich fand am 18. März 2017 im Beisein von Staatspräsident Erdoğan, Ministerpräsident Yıldırım und des südkoreanischen Ministers für Infrastruktur und Verkehr Kang Ho-in statt. Das Datum markiert den Jahrestag eines vergeblichen Angriffs britischer und französischer Kriegsschiffe im Verlauf der Schlacht von Gallipoli, der mit dem Verlust von drei Schiffen der Entente und schweren Schäden an drei weiteren endete.
Die Brücke wurde fünf Jahre später am 18. März 2022 offiziell eingeweiht, die Freigabe für Fahrzeuge erfolgte einen Tag später.

## Technische Daten
Das Bauwerk ist insgesamt 5169 Meter lang und besteht aus einer 3869 Meter langen Hängebrücke in der Mitte und zwei 525 und 775 Meter langen Balkenbrücken als Rampen an den Seiten. Die Hängebrücke besitzt eine Spannweite von 2023 Metern zwischen den 318 Meter hohen Pylonen und jeweils 923 Metern außen. Der Fahrbahnträger der Brücke ist 36 Meter breit und bietet Platz für drei Fahrstreifen pro Richtung.